# سميرة سرايا
سميرة سرايا (ولدت في 15 ديسمبر 1975) هي ممثلة سينمائية وتلفزيونية ومسرحية فلسطينية إسرائيلية، وصانعة أفلام، وشاعرة، ومغنية راب وفنانة في الكلمة المنطوقة.

## سيرة ذاتية

### البدايات
ولدت سرايا في حيفا من نمر وصباهية سرايا. إنها الحادية عشر من بين أطفالهم الثلاثة عشر.
في سن التاسعة عشر، انتقلت سرايا إلى القدس لدراسة التمريض في الجامعة العبرية . بدأت حياتها المهنية في التمريض في مستشفى إيخيلوف في تل أبيب في قسم الأورام وأمراض الدم . بعد العمل في العديد من المناصب المختلفة في المستشفى، بما في ذلك المناصب التدريبية، بدأت التدريس في كلية سينبين للتمريض، وأدارت عيادة خاصة للعلاج المناعي.

### السينما والتلفزيون
أظهرت سرايا موهبتها وشغفها بالتمثيل منذ صغرها، عندما كانت "تقدم عروضًا" لعائلتها. ولكن فقط في عام 1997، في أوائل العشرينيات من عمرها، شعرت بأول طعم حقيقي لها في التمثيل، عندما شاركت في ورشة التمثيل في مركز مجتمعي في اللد. في العام التالي، انتقلت سرايا إلى تل أبيب وانخرطت في مشهد الأداء الهامشي، حيث بدأت من خلاله في الأداء بأساليب مختلفة، بما في ذلك السحب. في هذا السياق، اكتشفت قدرتها على موسيقى الراب وعملت هذا النوع في أدائها. خلال هذه الفترة، لم تكن قد طورت أدائها إلى مهنة، وعملت على كسب عيشها كممرضة.
في عام 2008، قدمت سرايا أول ظهور لها في الفيلم القصير Gevald . لكن إنجازها الحقيقي وصل في عام 2011، عندما حصلت على أحد الأدوار الرئيسية في المسلسل التلفزيوني مينيموم وايج. لعبت دور أمل، وهي واحدة من ثلاث سيدات يعملن في التنظيف. كان العرض ناجحًا، وحصل على جوائز الأكاديمية الإسرائيلية للسينما والتلفزيون لأفضل دراما وأفضل إخراج في عام 2012، واستمر النجاح حتى الموسم الثاني، والذي تم بثه في عام 2014.
لعبت سرايا دور البطولة في فيلم شيرا جيفن عام 2014 سيلف مايد as بشخصية نادين، جنبًا إلى جنب مع سارة أدلر. يقدم الفيلم صورة معكوسة لامرأة يهودية إسرائيلية وامرأة فلسطينية من الأراضي المحتلة، يتبادلان الأماكن تدريجياً. سافرت سرايا مع الفيلم إلى المهرجانات السينمائية الدولية، بما في ذلك مهرجان كان السينمائي الدولي ومهرجان الهند لأفلام المرأة. في عام 2017، لعبت سرايا دور روضة في فيلم لونغينغ لشبي جابيزون.
فاز أدائها في فيلم دانا غولدبرغ وإفرات مشوري لعام 2017، موت شاعرة، بجائزة سرايا لأفضل ممثلة في مهرجان القدس السينمائي . يتتبع الفيلم جدولين زمنيين متزامنين، يتبعان ياسمين (سرايا)، ممرضة من يافا، واليوم الأخير في حياة لينا ساده ( إيفجينيا دودينا )، باحثة الدماغ ذات الشهرة العالمية، والتي تتقاطع مساراتها بشكل مأساوي. ارتجلت سرايا المشاهد التي كانت فيها شخصيتها تحت استجواب الشرطة، وهو الأداء الذي حصدت إشادة كبيرة من المراجعين.
لعبت سرايا أيضًا دور ضيف في مسلسلات مثل فوضى وسيرينز، وأفلام طلابية متعددة، وفي عام 2018، ظهرت في فيلم تجريبي ألماني إسرائيلي، وادي الصليب. تم تصوير الفيلم في ألمانيا، وهو يحكي قصة علاقة حب مثلية بين امرأتين في فلسطين في عشرينيات القرن الماضي. في عام 2018 أيضًا، حصلت سرايا على الدور الداعم لـ'هودنا' في التلفزيون الناجح 'سي هاز إت'، والذي حصل على الضوء الأخضر لموسم ثانٍ. إن أوت، فيلم قصير لألون سحر عُرض لأول مرة في نسخة 2018 من مهرجان لوكارنو السينمائي، لعبت سرايا دور رودة، وهي أم فلسطينية غزا جنود الجيش الإسرائيلي منزلها. كان الفيلم فيما بعد وسط جدل حول عرضه الأول في مهرجان حيفا السينمائي بعد تهديد وزيرة الثقافة ميري ريغيف بشطب أمواله. تم عرضه هناك في النهاية وفاز بالمركز الأول.
في عام 2015، عُرضت على سرايا دور البطولة في فيلم روائي طويل سميرة، حول امرأة فلسطينية في أوائل الأربعينيات من عمرها، تم تجنيدها لتنفيذ تفجير انتحاري في إسرائيل، لكنها غيرت رأيها في اللحظة الأخيرة. رفضت سرايا الدور ورفضت التعاون بأي شكل من الأشكال في إخراج الفيلم، لأنها شعرت أنه معاد للعرب ومعاد للإسلام. نشرت سرايا لاحقًا مقال رأي في المجلة الإلكترونية ها-ماكوم (بالإنجليزية: Ha-Makom) حول اعتراضاتها على الفيلم.
في يونيو 2015، فازت سرايا بجائزة أفضل سيناريو في مهرجان تل أبيب للأفلام مجتمع الميم، عيد المثليين الدولي في تل أبيب
.
في عام 2016، التحقت بمدرسة السينما بجامعة تل أبيب، وتخطط لكتابة وإخراج أول فيلم لها.
كان أول ظهور لسرايا مع الفيلم القصير "جهاز كشف الكذب ". كان العرض الأول للفيلم في نسخة 2020 من مهرجان أفلام محتمع الميم، عيد المثليين الدولي في تل أبيب. كانت قد فازت سابقًا في مسابقة السيناريو للفيلم القصير "بوليغراف" في مهرجان 2017، وحصلت على منحة من مؤسسة غيشر (بالإنجليزية: Gesher) لإنتاج الفيلم وتصويره. قام ببطولتا جهاز كشف الكذب سرايا وهاداس يارون في الأدوار القيادية.

### المسرح
سرايا هو أول ملك فلسطيني، يقدم أداءً تحت اسم المسرح "ساميمو". بدأت في الأداء في حفلات وأحداث المجتمع المثلي الراديكالي في عام 2003. كان دورها الرئيسي الأول في مسرحية 'ذا سيلوان بيكوك' (2012)، حيث لعبت دور امرأة عربية شابة مجبرة على التنقل بين المصالح المتضاربة للدولة والمستوطنين غير الشرعيين والسكان العرب المحليين فيما يتعلق بموقع أصبح حفر أثري. حصلت على إشادة خاصة من لجنة التحكيم في مهرجان عكا. المسرحية - الحائزة على جائزة القنفذ الذهبي والمفضلة لدى النقاد - لا تزال مستمرة حتى عام 2018.
ظهرت سرايا في العديد من العروض المسرحية الأخرى في مهرجان عكا، بما في ذلك فيلم هوتزباما للمخرج ران بشور، الذي فاز بجائزة أفضل مسرحية. في عام 2016، لعبت دورًا رائدًا في الإنتاج الطليعي 'سريبر'، والذي فاز أيضًا بجائزة بست بلاي (بالإنجليزية: Best Play) وعُرض في جميع أنحاء البلاد.
بصفتها فنانة راب وكلمات منطوقة، تقدم سرايا أداءً منفردًا وبالتعاون مع فنانين آخرين، بما في ذلك تامر نفار، ونظام علي، وآخرين.

### العمل النضالي
بدأ نشاط سرايا السياسي والاجتماعي مع مجموعة بلاك لندري (بالإنجليزية: Black Laundry)، وهي من مؤسسي مجموعة أصوات، وهي مجموعة نسائية فلسطينية كويرية، حيث عملت على تغيير مفهوم مجتمع المثليين في المجتمع الفلسطيني. كانت أيضًا جزءًا من المشهد السياسي الغريب في تل أبيب في أوائل العقد الأول من القرن الحادي والعشرين، وأحد منظمي مجموعة كويرهانا الجماعية، التي أقامت أحزابًا غير ربحية للمجتمع، من أجل توفير الأشخاص المثليين المهمشين بديلاً عن المجال التجاري غير السياسي. خطوط. تم توثيق أحزاب ونشاطات كيرهانا في فيلم وحوش وطنينون وشواذ خارقون (بالإنجليزية: Nation Monsters and Super Queers)، الذي شاركت فيه سرايا.
في ديسمبر 2018، ظهرت سرايا على غلاف مجلة جندر ترك (بالإنجليزية: GenderTuck)، والتي تضمنت مقابلة معها تناقش فيها موضوع الإصدار - الأسرة - لتحليل مفاهيم ومعاني الأسرة المولودة والعائلة المختارة.
في 7 أيار / مايو 2019، شاركت سرايا في استضافة حفل يوم الذكرى الإسرائيلي الفلسطيني المشترك (هو)، الذي أقامته منظمة مقاتلون من أجل السلام. شارك الآلاف في المراسم، بما في ذلك عدة مئات من الفلسطينيين من الضفة الغربية الذين سُمح لهم بدخول إسرائيل فقط بحكم من المحكمة العليا؛ كما احتج على الحدث عدة مئات من النشطاء اليمينيين، الذين هتفوا بالتهديدات والاستهزاء بالمشاركين.

## فيلموغرافيا
| السنة     | العنوان                | الدرو          | ملاحظات                   |
| --------- | ---------------------- | -------------- | ------------------------- |
| 2020      | جهاز كشف الكذب         | ياسمين         | فيلم قصير                 |
| 2019      | زوت فيزوتي             | داريل          | مسلسل تلفزيوني حلقة واحدة |
| 2018      | خارج                   | روضة           | فيلم قصير                 |
| 2018      | لديها ذلك              | هدنة           | مسلسلات تلفزيونية         |
| 2018      | فوضى                   |                | مسلسل تلفزيوني الحلقة 2.6 |
| 2018      | وادي الصليب            |                | فيلم تجريبي               |
| 2017      | موت شاعرة              | ياسمين         | فيلم روائي                |
| 2017      | شوق                    | روضة           | فيلم روائي                |
| 2016      | وحوش الأمة وسوبر كويرز | نفسها          | فيلم وثائقي               |
| 2014      | صناعة شخصية            | نادين نصر الله | فيلم روائي                |
| 2012-2014 | اقل اجر                | أمل            | مسلسلات تلفزيونية         |
| 2009      | مدينة الحدود           | نفسها          | فيلم وثائقي               |
| 2009      | جيفالد                 | سميرة          | فيلم قصير                 |

## المسرح
| السنة | العنوان     | الدور   | ملاحظات                                                          |
| ----- | ----------- | ------- | ---------------------------------------------------------------- |
| 2016  | شريبر       | الممرضة | جائزة أفضل مسرحية، مهرجان عكا القنفذ الذهبي (أفضل ممثلة مساعدة)  |
| 2014  | سليم وسالم  |         | جائزة أفضل مسرحية، مهرجان عكا                                    |
| 2013  | هوتزباما    |         | أكثر الألعاب جرأة، أفضل مجموعة، مهرجان عكا                       |
| 2012  | طاووس سلوان | أمل     | اشادة خاصة بالتمثيل مهرجان عكا القنفذ الذهبي (أفضل ممثلة مساعدة) |

## الجوائز
- 2020 - تنويه مشرف، مسابقة TLVFest الإسرائيلية للأفلام القصيرة، جهاز كشف الكذب [19]
- 2019 - جائزة أفضل فيلم طلابي في مهرجان حيفا السينمائي الدولي ؛ القائمة الطويلة لجائزة الأكاديمية الإسرائيلية للسينما لأفضل فيلم قصير . [20]
- 2017 - مسابقة TLVFest للنصوص القصيرة، بالاشتراك مع مؤسسة غيشر، جهاز كشف الكذب [21]
- 2017 - جائزة القنفذ الذهبي لأفضل ممثلة مساعدة، Schreber
- 2017 - جائزة أحسن ممثلة، مهرجان القدس السينمائي، وفاة شاعرة
- 2015 - جائزة القنفذ الذهبي لأفضل ممثلة مساعدة، سلوان بيكوك [22]
- 2015 - ترشيحات لجائزتين إعلاميتين في TLVFest لتعزيز رؤية LGBT
- 2012- اشادة خاصة للتمثيل الفريد مهرجان عكا سلوان بيكوك [22]

## روابط خارجية
- سميرة سرايا في قاعدة بيانات الأفلام على الإنترنت
- Samira – Coming Out blog[وصلة مكسورة]
- Interview with نسخة محفوظة 2 يناير 2023 على موقع واي باك مشين. Mira Awad, Mira.net, Channel 33 (Israel), April 5, 2013
- Nation Monsters and Super Queers